# Centrální velitelství (Izrael)

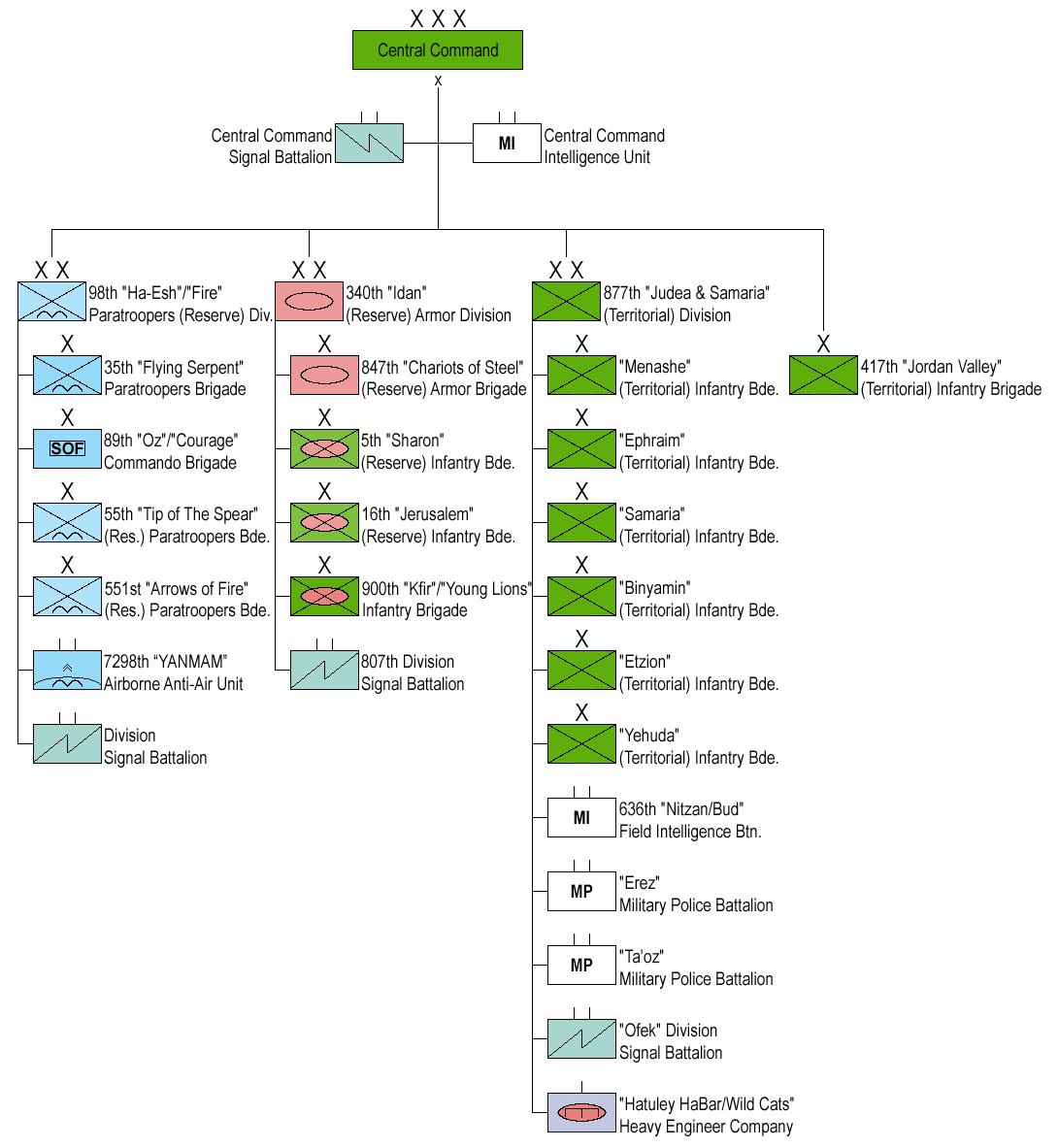
Struktura velení Centrálního velitelství

Izraelské Centrální velitelství (hebrejsky: פיקוד מרכז, Pikud Merkaz; zkratka פקמ"ז, PAKMAZ) je oblastní velitelství Izraelských obranných sil. Zahrnuje oblasti Guš Dan (oblast Tel Avivu a aglomerace), Jeruzalém, Šefela (Judská nížina – oblast mezi Středozemním mořem a jižní částí Západního břehu Jordánu) a Západní břeh Jordánu. Velitelem je od roku 2021 generálmajor Jehuda Fuchs.

## Jednotky
Jednotky spadající pod severní velitelství jsou:
- Velení centrálních jednotek
- 162. obrněná divize („Ha-Plada“)
  - 401. obrněná brigáda („Ikvot Ha-Barzel“)
  - 933. pěší brigáda („Nachal“)
  - 900. pěší brigáda („Kfir“)
- 98. výsadková divize („Ha-eš“)
  - 35. výsadková brigáda („Létající had“)
  - 551. výsadková brigáda („Checej ha-eš“)
  - 623. výsadková brigáda („Hod ha-chanit“)
- Oblastní divize pro Západní břeh Jordánu
- 2 záložní obrněné divize
- Logistický pluk centrálního velitelství
- Signální prapor centrálního velitelství
- Prapor vojenské zpravodajské služby AMAN pro centrální velitelství („Nican“)
- Ženijní prapor
- Prapor vojenské policie („Erec“)
- Prapor vojenské policie („Ta’oz“)

## Velitelé
- Cvi Ajalon (1948–1952)
- Josef Avidar (1952–1953)
- Cvi Ajalon (1954–1956)
- Cvi Cur (1956–1958)
- Me'ir Amit (1958–1959)
- Josef Geva (1960–1966)
- Uzi Narkis (1966–1968)
- Rechav'am Ze'evi (1968–1972)
- Jona Efrat (1973–1977)
- Moše Levi (1977–1981)
- Uri Or (1981–1983)
- Amnon Lipkin-Šachak (1983–1986)
- Ehud Barak (1986–1987)
- Amram Micna (1987–1989)
- Jicchak Mordechaj (1989–1991)
- Dani Jatom (1991–1993)
- Nehemja Tamari (1993–1994)–KIA
- Dani Jatom (1994)
- Ilan Birn (1994–1995)
- Uzi Dajan (1996–1998)
- Moše Ja'alon (1998–2000)
- Jicchak Eitan (2000–2002)
- Moše Kaplinsky (2002–2004)
- Jair Nave (2004–2007)
- Gadi Šamni (2007–2009)
- Avi Mizrachi (2009–2012)
- Nican Alon (2012–2015)
- Roni Numa (2015–2018)
- Nadav Padan (2018–2020)
- Tamir Jadaj (2020-2021)
- Jehuda Fuchs (2021 - současnost)